# Lindsaea lucida
Lindsaea lucida là một loài thực vật có mạch trong họ Dennstaedtiaceae. Loài này được Blume miêu tả khoa học đầu tiên năm 1828.